# Akkord-Skalen-Theorie
Die Akkord-Skalen-Theorie (englisch chord scale theory) wurde im Verlauf der zweiten Hälfte des zwanzigsten Jahrhunderts als methodisches Konzept der Jazz- und Popularmusik entwickelt und ist seither zu einem grundlegenden Bestandteil insbesondere der Jazzharmonik und darauf aufbauender Improvisationsstrategien geworden. Die Grundannahme der Akkord-Skalen-Theorie (im Weiteren als AST abgekürzt), nach der Akkorde und Skalen eine funktionale Einheit bilden, beruht auf dem Umstand, dass sowohl Akkordtöne innerhalb einer Oktave in skalarer Aufeinanderfolge, d. h. horizontal, als auch Tonleitern vertikal als Terzschichtung darstellbar sind.
Ausgehend von der engen Wechselbeziehung, die zwischen Akkord und Skala besteht, beschreibt die AST das tonale Potenzial, das in einem Akkord bzw. in einer Akkordfolge liegt. Damit erhebt sie den Anspruch, Musikern eine Systematik zu bieten, Akkorden jeweils als „passend“ befundene Skalentöne zuordnen zu können und somit als Grundlage für das Improvisieren, Arrangieren und Komponieren zu dienen. 
Die maßgeblich vom Berklee College of Music propagierte und weiterentwickelte Systematik und Terminologie der AST hat sich zu einem internationalen Standard für Jazz- und Popmusiker entwickelt.

## Beziehung zwischen Akkord und Akkordskala
In der Jazzharmonik wie in der AST dienen Septakkorde als Basisakkorde. Indem einem Septakkord drei weitere leitereigene Töne mit Terzabstand (9, 11, 13) hinzugefügt werden, entsteht ein Tredezimen-Akkord aus sieben Tönen. Die hinzugefügten Töne, sogenannte Tensions bzw. Spannungs- oder Optionstöne, hängen von der Stufe bzw. der dieser zugeschriebenen Funktion des Akkordes und damit von der Tonart ab. Der nunmehr siebenstimmige Akkord kann als Tonleiter dargestellt werden, indem die Akkordtöne der 9, 11 und 13 in den unteren Oktavraum projiziert werden (graue Pfeile):
Durch die Projizierung der zuvor vertikal angeordneten Akkordtöne in den horizontalen Oktavraum entstehen die Akkordskalen der AST.  

### Die Akkordskalen der Stufenakkorde
Da auf jeder der sieben diatonischen Stufe einer Tonart zunächst ein Vierklang, und aus diesem ein siebentöniger Tredezimen-Akkord gebildet werden kann, lassen sich in jeder Tonart auch sieben Akkordskalen konstruieren:
Septimakkorde als elementare Stufenakkorde in C-Dur.
So erhält man beispielsweise in C-Dur folgende Akkordskalen:
| Stufe | Dur       | C-Dur   | Akkordskala   |
| ----- | --------- | ------- | ------------- |
| I     | Imaj7     | Cmaj7   | C ionisch     |
| II    | II-7      | D-7     | D dorisch     |
| III   | III-7     | E-7     | E phrygisch   |
| IV    | IVmaj7    | Fmaj7   | F lydisch     |
| V     | V7        | G7      | G mixolydisch |
| VI    | VI-7      | A-7     | A äolisch     |
| VII   | VII-7(b5) | B-7(b5) | B lokrisch    |

### Funktionen der Stufenakkorde
Die Akkordskalen sind nicht nur mit ihren jeweiligen Stufenakkorden verknüpft, sondern auch mit deren mehr oder weniger eindeutig assoziierbaren Akkordfunktionen.
Dabei schreiben die Lehrwerke zur Jazzharmonik den einzelnen Akkorden zumeist folgende, aus der Funktionstheorie entlehnte Akkordfunktionen zu:
| Stufe | Dur       | C-Dur   | Funktion       |
| ----- | --------- | ------- | -------------- |
| I     | Imaj7     | Cmaj7   | Tonika         |
| II    | II-7      | D-7     | (Subdominante) |
| III   | III-7     | E-7     | (Tonika)       |
| IV    | IVmaj7    | Fmaj7   | Subdominante   |
| V     | V7        | G7      | Dominante      |
| VI    | VI-7      | A-7     | (Tonika)       |
| VII   | VII-7(b5) | B-7(b5) | (Dominante)    |

## Tabelle der Akkordskalen und Septimakkorde aller Dur-Tonarten
Die Skalen und elementaren Septakkorde der AST für alle Dur- und Molltonarten ergeben eine umfassende Systematik, die in der folgenden Tabelle anhand der Dur-Tonarten dargestellt wird. Man erkennt, dass in Dur jede Skala eindeutig ist. So ist beispielsweise die Akkordskala „C mixolydisch“ gleichbedeutend mit der fünften Stufe der Tonart F-Dur.
|        | ionisch | dorisch | phrygisch | lydisch | mixolydisch | äolisch | lokrisch  |
| ------ | ------- | ------- | --------- | ------- | ----------- | ------- | --------- |
|        | I       | II      | III       | IV      | V           | VI      | VII       |
|        | Imaj7   | II-7    | III-7     | IVmaj7  | V7          | VI-7    | VII-7(b5) |
| C Dur  | Cmaj7   | D-7     | E-7       | Fmaj7   | G7          | A-7     | B-7(b5)   |
| G Dur  | Gmaj7   | A-7     | B-7       | Cmaj7   | D7          | E-7     | F#-7(b5)  |
| D Dur  | Dmaj7   | E-7     | F#-7      | Gmaj7   | A7          | B-7     | C#-7(b5)  |
| A Dur  | Amaj7   | B-7     | C#-7      | Dmaj7   | E7          | F#-7    | G#-7(b5)  |
| E Dur  | Emaj7   | F#-7    | G#-7      | Amaj7   | B7          | C#-7    | D#-7(b5)  |
| B Dur  | Bmaj7   | C#-7    | D#-7      | Emaj7   | F#7         | G#-7    | A#-7(b5)  |
| F# Dur | F#maj7  | G#-7    | A#-7      | Bmaj7   | C#7         | D#-7    | E#-7(b5)  |
| F Dur  | Fmaj7   | G-7     | A-7       | Bbmaj7  | C7          | D-7     | E-7(b5)   |
| Bb Dur | Bbmaj7  | C-7     | D-7       | Ebmaj7  | F7          | G-7     | A-7(b5)   |
| Eb Dur | Ebmaj7  | F-7     | G-7       | Abmaj7  | Bb7         | C-7     | D-7(b5)   |
| Ab Dur | Abmaj7  | Bb-7    | C-7       | Dbmaj7  | Eb7         | F-7     | G-7(b5)   |
| Db Dur | Dbmaj7  | Eb-7    | F-7       | Gbmaj7  | Ab7         | Bb-7    | C-7(b5)   |

Mit derselben Systematik werden die Skalen für die Stufen der natürlichen Molltonleitern zugeordnet, wobei die Stufe I-7 mit der Stufe VI-7 in Dur gleichgesetzt wird.

## Musikalische Aspekte der AST
Jede der Akkordskalen hat ihre eigene Klangfarbe. Entscheidend für den Sound der Skalen ist die Relation ihrer einzelnen Töne zu ihrem Grundton. Die Skalen sind klanglich eigenständig und sollten nicht mit einer Stufe oder Funktion gleichgesetzt werden. So kann mixolydisch auch ohne die Dominantfunktion in Dur existieren, wie z. B. im Blues als Tonika auf der I.Stufe.

### Qualitäten der Skalentöne
Die AST ordnet die Töne einer Akkordskala drei je nach musikalischem Kontext unterschiedlich zu wichtenden Gruppen zu:
- Akkordtöne: Töne des Septakkords, der als Grundakkord die Harmonie repräsentiert.
- Tensions: Zum Grundakkord hinzugefügte Töne, die spezielle Spannungen und Farben erzeugen.
- Avoid-Töne: Töne, die in einem Akkord stark dissonant klingen.

### Ästhetische Aspekte
Bei Anwendung der AST kommt es nicht nur auf den Tonvorrat an, sondern auch auf die Funktion der einzelnen Töne innerhalb des Tonvorrates. Wenn man Akkordfolgen als horizontal aneinandergereihte Skalen denkt, hat jeder Skalenton eine Grundqualität. Er kann als Akkordton die Harmonie betonen oder als Tension für noch mehr Spannung sorgen. Ein und derselbe Ton kann bei einem Akkordwechsel eine andere Rolle übernehmen. Die Rollenverteilung der einzelnen Töne bzw. die Schwerpunktbildung der Rollen innerhalb eines Stückes hat einen entscheidenden Einfluss auf dem Gesamteindruck, den die Musik erzeugt.
Konzentriert sich ein Musiker zu sehr auf die horizontalen Elemente der AST, ohne ihre Beziehungen zu vertikalen Strukturen zu berücksichtigen, entsteht leicht der Eindruck eines ziellosen „Tonleitergedudels“. Wird zudem der Schwerpunkt auf die Tensions gelegt, besteht die Gefahr, dass der Hörer den Bezug zum Grundklang gänzlich verliert.